# Yun Young-sun
Yun Young-sun (hangul: 윤영선), född 4 oktober 1988, är en sydkoreansk fotbollsspelare. Han spelar för Seongnam FC i K League Classic och för Sydkoreas landslag.